# Iphiaulax margininervis
Iphiaulax margininervis är en stekelart som beskrevs av Cameron 1912. Iphiaulax margininervis ingår i släktet Iphiaulax och familjen bracksteklar. Inga underarter finns listade i Catalogue of Life.